# Nybyen
Nybyen és un barri situat als afores del sud de Longyearbyen, a l'illa de Spitsbergen, a l'arxipèlag de Svalbard, Noruega. El nom és en noruec i es tradueix com a Nou Poble.
L'assentament va ser fundat entre els anys 1946 i 1947 pels miners de la "mina 2B" (posteriorment anomenada Julenissegruva, "Mina de Santa Claus"). Durant la segona meitat del segle XX Nybyen es va convertir en part important de Longyearbyen. Actualment el poble posseeix dos establiments d'alberg (Guesthouse 1021 i Spitsbergen Guesthouse) i és la seu de la Galeria d'Art de Svalbard & Craft Centre, disposant de restaurant, club i cinema. Molts estudiants del Centre Universitari de Svalbard (UNIS) resideixen a Nybyen.
Nybyen està situat a la part alta de la vall de Longyear, al voltant de 2,5 quilòmetres costa amunt des del centre de Longyearbyen, a una altitud d'uns 100 metres (330 peus).
Nybyen és considerat un barri dins de la comunitat de Longyearbyen, tot i que se separa una mica de la ciutat. Entre els dos assentaments es troba l'escola de Longyearbyen. L'aeroport de Svalbard és a 6 quilòmetres de distància i hi ha un servei d'autobús entre l'aeroport i les cases dels hostes. Al sud, hi ha un turó prominent anomenat Sarkofagen ("sarcòfag"), que s'eleva a 513 metres.